# Robert Patrick Ellison
Robert Patrick Ellison CSSp (* 12. Februar 1942 in Blackrock, Grafschaft Dublin, Irland; † 22. Februar 2024 in Dublin) war ein irischer römisch-katholischer Ordensgeistlicher und Bischof von Banjul in Gambia.

## Leben
Robert Ellison wurde in Blackrock, Irland, als jüngstes der sechs Kinder von Charles und Agnes Ellison geboren. Er hatte noch vier Brüder und eine Schwester.
Er besuchte von 1954 bis 1959 als Tagesschüler das Blackrock College und trat dann in das Noviziat der Kongregation vom Heiligen Geist in Kilshane, Grafschaft Tipperary, ein. 1960 legte er die ersten Gelübde ab. Er studierte Philosophie in Kimmage Manor, bis er sich am University College Dublin einschrieb, wo er Mathematik, Chemie und Botanik studierte. 1965 erhielt er ein Bachelor in Naturwissenschaften (B.Sc.).
Anschließend war er ein Jahr lang Präfekt am Blackrock College, in dem er erste Erfahrungen als Lehrer und Betreuer der Internatsschüler sammelte. Danach nahm er das Studium der Theologie an der Universität Gregoriana in Rom auf und erwarb ein Lizenziat (Sacrae Theologiae Licentiatus (STL)) in Dogmatik. 1968 legte er die ewigen Gelübde ab. Am 6. Juli 1969 wurde er in Kimmage Manor, Dublin, vom Erzbischof von Dublin, Charles McQuaid, CSSp, zum Priester geweiht.
Nach seiner Priesterweihe wurde er in die Mission in Banjul, Gambia geschickt. Von 1970 bis 1974 war er Missionar in Gambia und widmete sich pastoralen Tätigkeiten im Erziehungswesen und in Pfarreien. Bis Juli 1971 lehrte er an der »St. Augustine’s High School« in Banjul; ab Mai 1971 war er Verwalter der römisch-katholischen Kathedrale von Banjul.
Von 1972 bis 1973 hörte er Vorlesungen am Päpstlichen Institut für Islamkunde (Pontificio Istituto di Studi Arabi e d'Islamistica, PISAI). 1974 bis 1980 leitete er das »Philosophy Formation House« in Irland. Von 1981 bis 1984 arbeitete er wieder als Missionar in Gambia im Erziehungsbereich, beim interreligiösen Dialog und beim Ökumenismus.
Von 1985 bis 1991 war er Ordensoberer des Spiritanerdistrikts Gambia, von 1991 bis 1993 Lehrer am »Institute of St. Anselm« in Kent, England und von 1993 bis 1999 Leiter des »Gambia Pastoral Institute« (GPI) in Banjul. Ab 1999 war er Generalsekretär der Kongregation der Spiritaner in Rom.
Am 25. Februar 2006 wurde er von Papst Benedikt XVI. als Nachfolger Michael J. Clearys CSSp, der nach Überschreiten der Altersgrenze seinen Rücktritt eingereicht hatte, zum Bischof von Banjul ernannt. Am 14. Mai 2006 spendete ihm sein Amtsvorgänger Cleary im Independence Stadium in Bakau die Bischofsweihe. Mitkonsekratoren waren Pierre Sagna CSSp, Bischof von Saint-Louis du Sénégal, und der Bischof von Makeni, George Biguzzi SX. Ellison war der fünfte Bischof von Banjul, die alle der Kongregation der Spiritaner angehörten.
Den Orden Order of the Republic of The Gambia in der Stufe Commander (CRG) erhielt Ellison im Mai 2009.
Am 30. November 2017 nahm Papst Franziskus seinen altersbedingten Rücktritt an. Robert Patrick Ellison starb im Februar 2024 im Kimmage Manor in Dublin.